# Caohezhang (köpinghuvudort i Kina, Liaoning Sheng, lat 41,07, long 124,04)
Caohezhang är en köpinghuvudort i Kina. Den ligger i provinsen Liaoning, i den nordöstra delen av landet, omkring 97 kilometer sydost om provinshuvudstaden Shenyang. Antalet invånare är 10 827. Befolkningen består av 5 260 kvinnor och 5 567 män. Barn under 15 år utgör 11,0 %, vuxna 15-64 år 78 %, och äldre över 65 år 10,0 %.
Runt Caohezhang är det ganska tätbefolkat, med 83 invånare per kvadratkilometer. Det finns inga andra samhällen i närheten. I omgivningarna runt Caohezhang växer i huvudsak blandskog.
Genomsnittlig årsnederbörd är 1 193 millimeter. Den regnigaste månaden är juli, med i genomsnitt 316 mm nederbörd, och den torraste är januari, med 11 mm nederbörd.